# Ostrea elegans
 (лат. Ostrea elegans) врста је шкољки из породице правих острига (Ostreidae).

## Статус
Неприхваћен